# Gunniopsis intermedia
Gunniopsis intermedia là một loài thực vật có hoa trong họ Phiên hạnh. Loài này được Diels mô tả khoa học đầu tiên năm 1904.